# Cantó de Lo Puèi de Velai Est
El cantó de Lo Puèi de Velai Est és un cantó francès del departament de l'Alt Loira, situat al districte de Lo Puèi de Velai. Té 3 municipis i part del de Lo Puèi de Velai.

## Municipis
- Blavozy
- Brives-Charensac
- Lo Puèi de Velai (part)
- Saint-Germain-Laprade

## Història
| Data d'elecció                           | Identitat             | Partit        | Qualitat |
| ---------------------------------------- | --------------------- | ------------- | -------- |
| 1973-1979                                | M. Liotard            | Divers gauche |          |
| 1979-1985                                | M. Exbrayat           | PS            |          |
| 1985-1992                                | Jean Prunayre         | UDF           |          |
| 1992-1998                                | Jean-Jacques Bringold | UDF           |          |
| 1998-                                    | Jean-Claude Ferret    | PS            |          |
| les dades anteriors no són pas conegudes |                       |               |          |
|                                          |                       |               |          |